# Zoltán Kemény
Zoltán Kemény, född 21 mars 1907 Banica (idag Banita, Rumänien), död 14 juni 1965 i Zürich, var en skulptör av ungersk härkomst, bosatt i Schweiz från 1942.

## Biografi
Zoltán Kemény bodde från 1942 i Zürich och arbetade som modeillustratör och redaktör för en tidskrift. Han var som konstnär mest känd för collage och abstrakta metallreliefer.
Han arbetade i sina skulpturer med metallreliefer varierade ur en grundform, t. ex. kuber, som sprids likt mosaikbitar i ett rytmiskt mönster över ytan.  Han skapade bl. a. den från taket hängande metallskulpturgruppen Guldmoln för foajén på Stadsteatern i Frankfurt am Main.
Kemény var den ende ungerske skulptören som vann pris vid Venedigbiennalen. Han var också en av deltagarna i Documenta II i Kassel 1959 och även Documenta III 1964.